# Lenguas botatwe
Las lenguas botatwe son un grupo de lenguas bantúes establecido por Christine Ahmed (1995). Constituyen una parte sustancial de la zona M de Guthrie (Lenje-Tonga) junto con algunas lenguas subia (subgrupo K.40 de Guthrie).

## Lenguas del grupo
Las clasificación usual de estas lenguas, incluyendo la codicación de Guthrie, son:
- Tonga (incl. Dombe, Sala, Kafue Twa)
- Ila (Lundwe)
- Soli
- Lenje (incl. Lukanga Twa)
- Subia (K40): Fwe (Sifwe), Kuhane (Subiya, Mbalang'we)

El mal documentado totela no es considerado por Ahemd, pero se asume que es una lengua subia.
Nurse (2003) conjetura que estas lenguas estarían emparentadas cercanamentes con las lenguas sabi.